# DC超級英雄女孩
DC超級英雄女孩是由華納兄弟和DC娛樂於2015年推出的美國超級英雄人物公仔系列和網絡動畫系列。

## 簡介
這個系列以一所超級英雄高中為主軸，在這所學校中，著名的DC英雄，無論男女都參加了富有挑戰性的課程；在校園中，超級少女們也必須應對成長過程中的所有尷尬，以及面對擁有獨特超能力的壓力。
這個系列最先於2015年4月宣布，2015年7月初最先發表的人物為神奇女俠、蝙蝠女、超少女、哈莉·奎茵、毒藤女、武士刀和大黃蜂。

## 角色

### 主要角色
- 神奇女俠
- 蝙蝠女
- 超少女
- 哈莉·奎茵
- 毒藤女
- 武士刀
- 大黃蜂

### 次要角色
| - 阿曼達·華勒 - 人皮獸 - 大芭達 - 黑金絲雀 - 貓女 - 豹女 - 鋼骨 - 冰霜 - 巨化女 - 哈爾·喬丹（綠光戰警） - 潔西卡·克魯茲（綠光戰警） - 鷹女孩 - 西瓦女士 - 拉希娜 |  | - 蕾娜·路瑟 - 雷克斯·路瑟 - 閃電女 - 露薏絲·蓮恩 - 雌狐（瑪麗·麥克比） - 湄拉 - 火星小姐 - 酷姬 - 羅賓 - 星彩藍寶石 - 俏嬌娃 - 史提夫·崔佛 - 超人 - 閃電俠 |

## 作品

### 網路動畫（2015-2018）
網路動畫第一季於2015年10月1日首映，為短篇形式，於Youtube等網路平台播出。第二季於2016年4月21日首映。第三季於2017年1月26日首映，而第四季於2018年1月18日首映。2018年12月27日，最終季第五季播畢。

| 季數 | 集数 | 集数 | 首播日期      | 首播日期       |
| 季數 | 集数 | 集数 | 首映          | 季终           |
| ---- | ---- | ---- | ------------- | -------------- |
| 1    | 13   | 13   | 2015年10月1日 | 2016年2月25日  |
| 2    | 26   | 26   | 2016年4月21日 | 2017年1月12日  |
| 3    | 26   | 26   | 2017年1月26日 | 2017年11月30日 |
| 4    | 24   | 24   | 2018年1月18日 | 2018年6月28日  |
| 5    | 23   | 23   | 2018年8月2日  | 2018年12月27日 |

#### 電影版
- 《DC超级英雄女孩：年度英雄》（DC Super Hero Girls: Hero of the Year）[4]

2016年8月23日
- 《DC超級英雄女孩：星際遊戲》（DC Super Hero Girls: Intergalactic Games）[5]

2017年5月23日
- 《樂高超級英雄女孩：記憶大追捕》（Lego DC Super Hero Girls: Brain Drain）[6]

2017年9月13日
- 《樂高超級英雄女孩：超級惡棍》（Lego DC Super Hero Girls: Super-Villain High）[7]

2018年5月15日
- 《DC超級英雄女孩：亞特蘭蒂斯傳奇》（DC Super Hero Girls: Legends of Atlantis）

2018年10月2日

### 電視動畫（2019）
電視動畫由曾製作《飛天小女警》及《彩虹小馬：友情就是魔法》的蘿倫·福斯特製作，於2019年3月在Cartoon Network播出。

## 外部連結
- 官方网站
- 互联网电影数据库（IMDb）上《DC超級英雄女孩》的资料（英文）
- DC Super Hero Girls Wiki（页面存档备份，存于）